# Цакиров, Геннадий Григорьевич
Геннадий Григорьевич Цакиров (25 августа 1935, Башанта, Западный улус, РСФСР, СССР — 25 февраля 2005, Элиста, Россия) — советский политический деятель, Председатель Президиума Верховного Совета Калмыцкой АССР (1985—1989).

## Биография
Геннадий Григорьевич Цакиров родился в 1935 году в Башанте Городовиковского района, в семье сельскохозяйственного деятеля Григория Лиджановича Цакирова и учителя физики Клавдии Васильевны Цакировой. В 1943 году с матерью и братьями был депортирован на спецпоселение в Казахстан, где окончил исторический факультет Семипалатинского пединститута. На родину вернулся в конце 50-х годов, благодаря усилиям дяди по матери, Петра Павловича Жемчуева - военного врача, впоследствии - главного врача республиканской больницы Калмыкии.
Образование высшее,  окончил Академию общественных наук при ЦК КПСС (1972-1974 гг.), кандидат исторических наук.
В 1980-х годах — первый секретарь Сарпинского райкома партии, секретарь Калмыцкого обкома КПСС по идеологии. В 1985 году избран Председателем Президиума Верховного совета Калмыцкой АССР. Оттуда ушёл в 1989 году.
Избирался депутатом Верховного Совета РСФСР 11-го созыва.
После распада СССР — глава Калмыцкого регионального отделения Социалистической народной партии России.
Умер 25 февраля 2005 на 70-м году жизни в Элисте.